# Уэбстер (округ, Кентукки)
Уэ́бстер (англ. Webster County) — округ в США, штате Кентукки. Официально образован в 1860 году, получил своё название в честь американского политического и государственного деятеля Дэниела Уэбстера. По состоянию на 2010 год, численность населения составляла 13 621 человека.

## География
По данным Бюро переписи США, общая площадь округа равняется 869,4 км², из которых 867,0 км² суша и 2,4 км² или 0,28 % это водоёмы.

## Население
По данным переписи населения 2010 года в округе проживает 13 621 жителей в составе 5 272 домашних хозяйств и 3 716 семей. Плотность населения составляет 16,00 человек на км2. На территории округа насчитывается 5 936 жилых строений, при плотности застройки около 7,30-ти строений на км2. Расовый состав населения: белые — 91,40 %, афроамериканцы — 4,10 %, коренные американцы (индейцы) — 0,20 %, азиаты — 0,30 %, гавайцы — 0,30 %, представители других рас — 2,30 %, представители двух или более рас — 1,40 %. Испаноязычные составляли 4,30 % населения независимо от расы.
В составе 27,20 % из общего числа домашних хозяйств проживают дети в возрасте до 18 лет, 55,00 % домашних хозяйств представляют собой супружеские пары проживающие вместе, 10,80 % домашних хозяйств представляют собой одиноких женщин без супруга, 29,50 % домашних хозяйств не имеют отношения к семьям, 25,40 % домашних хозяйств состоят из одного человека, 11,60 % домашних хозяйств состоят из престарелых (65 лет и старше), проживающих в одиночестве. Средний размер домашнего хозяйства составляет 2,51 человека, и средний размер семьи 2,98 человека.
Возрастной состав округа: 25,90 % моложе 18 лет, 5,80 % от 18 до 24, 25,00 % от 25 до 44, 28,20 % от 45 до 64 и 28,20 % от 65 и старше. Средний возраст жителя округа 40.1 лет.
Средний доход на домохозяйство в округе составлял 39 635 USD, на семью — 49 580 USD. Среднестатистический заработок мужчины был 41 662 USD против 26 502 USD для женщины. Доход на душу населения составлял 18 879 USD. Около 11,90 % семей и 16,00 % общего населения находились ниже черты бедности, в том числе — 21,90 % молодёжи (тех, кому ещё не исполнилось 18 лет) и 11,60 % тех, кому было уже больше 65 лет.